# Réaction xanthoprotéique

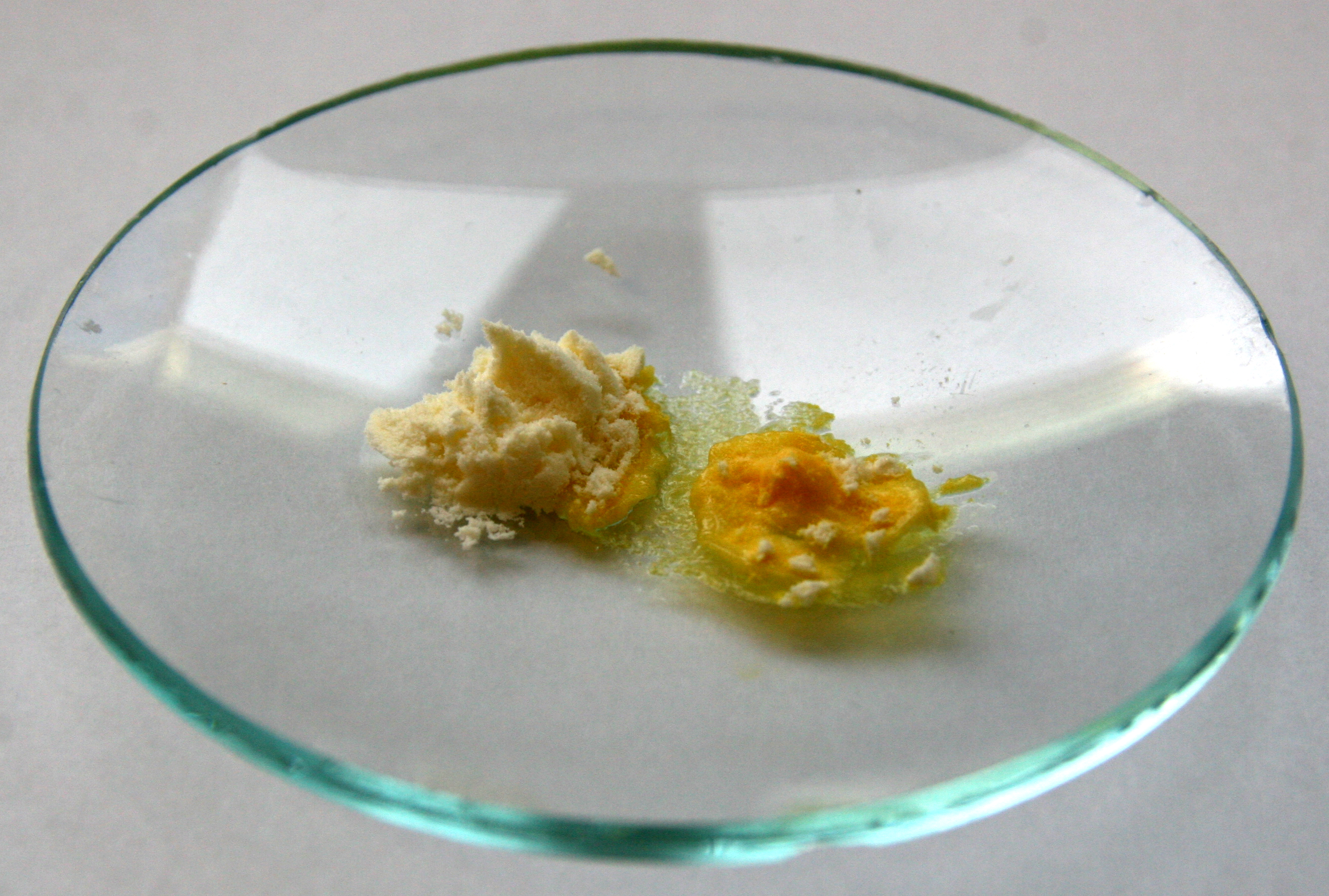
Réaction xanthoprotéique

Une réaction xanthoprotéique est une réaction chimique permettant de mettre en évidence certains acides aminés.
La couleur jaune provient du noyau aromatique du Nitrite
- De l'acide nitrique est chauffé en présence de la solution à analyser. Elle donne un précipité blanc en présence de protéine qui devient rapidement jaune en se transformant en acide xanthoprotéique (nitratation des noyaux aromatiques).
- Après refroidissement, l'ajout au goutte à goutte d'une base comme l'ammoniaque ou la soude concentrée donne une coloration orange au précipité si celui-ci contient des acides aminés aromatiques (phénylalanine, tyrosine et tryptophane)[1].

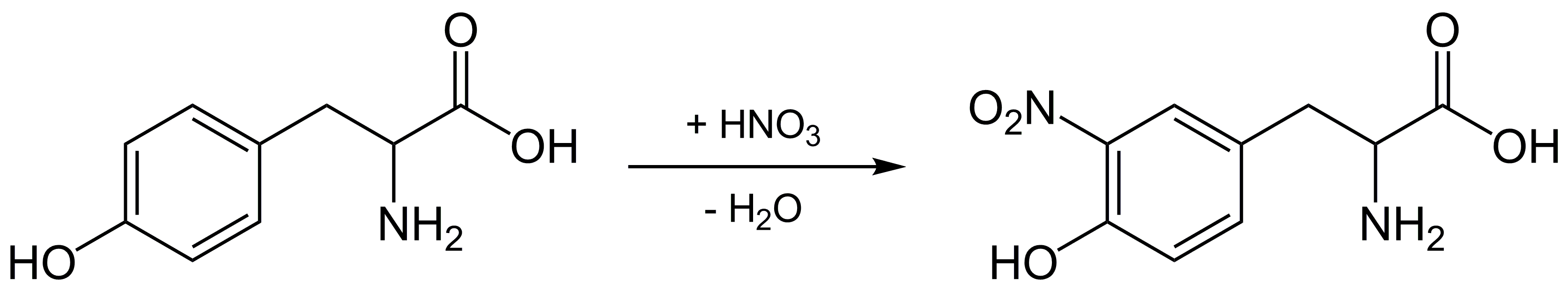
La nitratation de la tyrosine comme exemple de la réaction xanthoprotéique.